# Rađenovci
Rađenovci su naselje u Republici Hrvatskoj u Sisačko-moslavačkoj županiji, u sastavu grada Novske.

## Zemljopis
Rađenovci se nalaze sjeveroistočno od Novske i zapadno od državne ceste Lipik - Okučani.

## Stanovništvo
Prema popisu stanovništva iz 2011. godine Rađenovci su imali 2 stanovnika.
| broj stanovnika |       |       |       | 227   | 243   | 308   | 247   |       | 107   | 137   | 146   | 97    | 58    | 24    | 2     | 2     | 2     |
|                 | 1857. | 1869. | 1880. | 1890. | 1900. | 1910. | 1921. | 1931. | 1948. | 1953. | 1961. | 1971. | 1981. | 1991. | 2001. | 2011. | 2021. |